# Thecla dolosa
Thecla dolosa är en fjärilsart som beskrevs av Otto Staudinger 1888. Thecla dolosa ingår i släktet Thecla och familjen juvelvingar. Inga underarter finns listade i Catalogue of Life.